# Many Farms
Many Farms é uma Região censo-designada localizada no estado americano de Arizona, no Condado de Apache.

## Demografia
Segundo o censo americano de 2000, a sua população era de 1548 habitantes.

## Geografia
De acordo com o United States Census Bureau, a localidade tem uma área de 21,3 km², sem área coberta por água. Many Farms localiza-se a aproximadamente 1619 m acima do nível do mar.

## Localidades na vizinhança
O diagrama seguinte representa as localidades num raio de 40 km ao redor de Many Farms.